# Elezioni governatoriali negli Stati Uniti d'America del 2025
Le elezioni governatoriali negli Stati Uniti d'America del 2025 si svolgeranno il 4 novembre per eleggere i governatori di 2 stati su 50 (New Jersey e Virginia). Le ultime elezioni governatoriali regolari per questi 2 stati si erano tenute nel 2021, ed entrambi i governatori uscenti non potranno ricandidarsi: Murphy per il vincolo dei 2 mandati come da legge vigente in New Jersey, Youngkin per il vincolo a 1 mandato di 4 anni con possibilità di ricandidatura non consecutiva in Virginia. 

## Stati
| Stato      | Governatore uscente | Governatore uscente | Democratici        | Repubblicani        | Altri | Governatore eletto | Governatore eletto |
| ---------- | ------------------- | ------------------- | ------------------ | ------------------- | ----- | ------------------ | ------------------ |
| New Jersey |                     | Phil Murphy (D)     | Mikie Sherrill     | Jack Ciattarelli    |       |                    |                    |
| Virginia   |                     | Glenn Youngkin (R)  | Abigail Spanberger | Winsome Earle-Sears |       |                    |                    |